# Dendropemon sessiliflorus
Dendropemon sessiliflorus là một loài thực vật có hoa trong họ Loranthaceae. Loài này được Urb. mô tả khoa học đầu tiên năm 1926.